# Jackie Cox (drag queen)
Darius Rose, más conocido por su nombre artístico Jackie Cox, (nacido el 10 de abril de 1985) es un drag queen canadiense con sede en la ciudad de Nueva York, conocido por competir en la duodécima temporada de RuPaul's Drag Race, donde quedó en el quinto lugar en la competencia.

## Primeros años
Rose nació en Halifax, Nueva Escocia, siendo hijo de padre canadiense y madre iraní. Asistió a la Escuela de Teatro, Cine y Televisión de UCLA para estudiar teatro y al graduarse con su Licenciatura en Artes, se mudó a Nueva York con el objetivo de hacer teatro profesionalmente.

## Carrera
En 2002, Rose se transfirió a la Escuela Secundaria Universitaria en Irvine, donde protagonizó producciones de Dark of the Moon, Les Miserables y Bat Boy the musical. En 2003 fue coronado Rey del Baile de graduación como estudiante abiertamente gay. En 2009, Rose descubrió el drag. Interpretó el papel principal en una producción de Hedwig and the Angry Inch en Theatre Out en el Empire Theatre, en Santa Ana (California), que fue su primera incursión en el drag. Su primera actuación como Jackie Cox fue en una competencia llamada So You Think You Can Drag en New World Stages en Nueva York.
Jackie fue anunciado como miembro del elenco de la temporada 12 de RuPaul's Drag Race el 23 de enero de 2020. Es el segundo concursante canadiense en la versión estadounidense del programa, y el intérprete de mayor edad en la temporada 12. Jackie se convirtió en el primer concursante en la historia de Drag Race en vestirse con un atuendo de inspiración musulmana en el episodio 9 del programa, que tenía un tema patriótico de "barras y estrellas". Llevaba un caftán de rayas rojas con un hijab azul delineado con 50 estrellas plateadas. El juez invitado Jeff Goldblum fue criticado posteriormente por sus comentarios sobre el atuendo con hiyab de Jackie, cuando preguntó: "¿Hay algo en esta religión que sea anti-homosexualidad y anti-mujer? ¿Eso complica el asunto?" por lo que ha sido ampliamente criticado. En el mismo episodio, a pesar de que Jackie fue elogiada por sus elecciones, se encontró entre las dos últimas por primera vez en la temporada y tuvo que hacer un lip sync contra Widow Von’Du con la canción "Firework"de Katy Perry. Jackie tuvo éxito y Von’Du fue eliminado.
Jackie Cox apareció en la telenovela Days of Our Lives el 20 de abril de 2022. Chad ayudó a Jackie a bloquear la boda de Leo Stark con el Dr. Craig Wesley, y anunció que Leo ya estaba casado con ella. También apareció fuera de drag, como él mismo, Darius Rose. Leo afirmó que él y Darius solo se casaron para ayudar a Darius a obtener una tarjeta verde. Darius luego sorprendió a la fiesta de bodas al decirles que la relación de Leo y Craig ha sido "una gran película", basada en el dinero y el prestigio que Leo creía que el matrimonio traería al casarse con un médico.

## Filmografía

### Televisión
| Año  | Título                                  | Papel    | Notas                      | Ref    |
| ---- | --------------------------------------- | -------- | -------------------------- | ------ |
| 2017 | Watch What Happens Live with Andy Cohen | El mismo | Invitado                   | [ 11 ] |
| 2018 | What Would You Do? (ABC)                | El mismo | Actor                      | [ 12 ] |
| 2020 | RuPaul's Drag Race (temporada 12)       | El mismo | Concursante (quinto lugar) |        |
| 2020 | RuPaul's Drag Race: Untucked            | El mismo | Concursante                |        |
| 2021 | Days of Our Lives: Beyond Salem         | El mismo | Serie limitada             |        |
| 2022 | Days of Our Lives                       | El mismo | Papel invitado             |        |

### Web series
| Año  | Título                              | Papel    | Notas    | Ref    |
| ---- | ----------------------------------- | -------- | -------- | ------ |
| 2020 | Review with a Jew                   | El mismo | Invitado | [ 13 ] |
| 2020 | Whatcha Packin’                     | El mismo | Invitado | [ 14 ] |
| 2020 | RuPaul’s Drag Race: Makeup Tutorial | El mismo | Invitado | [ 15 ] |
| 2020 | Da Fuq                              | El mismo | Invitado | [ 16 ] |
| 2020 | The X-Change Rate                   | El mismo | Invitado | [ 17 ] |
| 2020 | Bring Back My Ghouls                | El mismo | Invitado | [ 18 ] |
| 2021 | Out of the Closet                   | El mismo | Invitado | [ 19 ] |

### Vídeos musicales
| Año  | Título | Artista       | Ref    |
| ---- | ------ | ------------- | ------ |
| 2022 | "GAGA" | Grace Gaustad | [ 20 ] |

## Discografía

### Sencillos
| Año  | Canción     | Ref.   |
| ---- | ----------- | ------ |
| 2020 | "You Wish!" | [ 21 ] |

### Sencillos destacados
| Título | Año  | Álbum              |
| --- | ---- | ------------------ |
| "I'm That Bitch" (juntó con el elenco de la duodécima temporada de RuPaul's Drag Race)                                                         | 2020 | Sencillo sin álbum |
| "Madonna: The Unauthorized Rusical" (juntó con el elenco de la duodécima temporada de RuPaul's Drag Race)                                      | 2020 | Sencillo sin álbum |
| "I Made It / Mirror Song/ Losing Is New Winning" (Las Vegas Live Medley) (juntó con el elenco de la duodécima temporada de RuPaul's Drag Race) | 2020 | Sencillo sin álbum |
| "The Shady Bunch" (juntó con el elenco de la duodécima temporada de RuPaul's Drag Race)                                                        | 2020 | Sencillo sin álbum |